# Богомолова Світлана Вікторівна
Світла́на Ві́кторівна Богомо́лова (нар. 5 квітня 1978)) — російська та українська футболістка, нападниця.

## Клубна кар'єра
На початку кар'єри виступала за ряд російських клубів — «Калужанку», «МІСД-БІНА» (Москва), «Енергія» (Воронеж), «Марсель» (Рязань).
З «Калужанкою» стала бронзовим призером чемпіонату Росії.
У 1995 році в складі аутсайдера МІСД-БІНА забила 3 голи і стала кращим бомбардиром свого клубу (хоча провела неповний сезон). В ході сезону також представляла воронезьку «Енергію», що стала чемпіоном і володарем Кубка Росії, в фіналі Кубка на поле не виходила. За підсумками сезону 1995 року увійшла в список 33-х кращих футболісток Росії під № 3.
У 1996 році грала в першій лізі за «Марсель» і стала другим призером турніру.
Потім грала за клуби України, зокрема — за «Крим-Юні» (Сімферополь).
У сезоні 2004/2005 виступала за польський «Медик» (Конін), що став бронзовим призером чемпіонату Польщі.
У 2007 році знову виступала в Росії, в складі дебютанта вищої ліги «Хімки».